# Año sin verano
Se llamó a 1816 el año sin verano (también conocido como año de la pobreza, el verano que nunca fue y el año que no tuvo verano) debido a las graves anomalías en el clima global que causaron una disminución en la temperatura mundial de entre 0,4–0,7 °C. Las temperaturas de verano en Europa fueron las más frías registradas entre los años 1766 y 2000, lo que resultó en una grave escasez de alimentos en el hemisferio norte.
La evidencia sugiere que la anomalía fue causada por la combinación de una histórica caída en la actividad solar con un invierno volcánico provocado por una serie de importantes erupciones volcánicas como la del volcán Mayon en Filipinas en 1814 y coronadas por la erupción del monte Tambora en abril de 1815, en las Indias Orientales Neerlandesas (hoy Indonesia), la erupción más grande conocida en 1300 años. Los eventos sucedieron además durante la década final de la Pequeña Edad de Hielo, un enfriamiento previo que venía produciéndose periódicamente desde mediados del siglo XIV, en torno a 1350.
El historiador John D. Post bautizó este suceso como «la última gran "crisis de supervivencia" del mundo occidental».

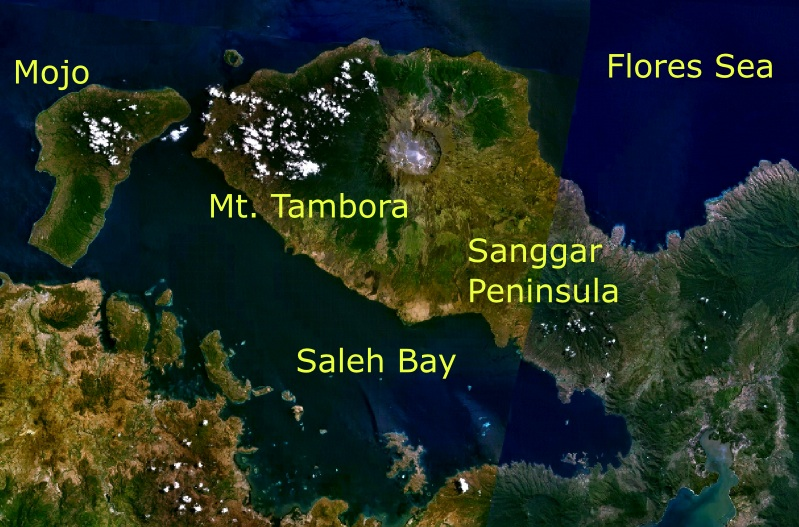
Vista de la caldera del Tambora, cuya erupción provocó el «año sin verano».

## Generalidades
Las anormalidades del clima propiciaron un invierno severo que destruyó las cosechas en lugares tan variados como el sur de China, el norte de Europa y el nordeste estadounidense.
En la actualidad se considera que las alteraciones meteorológicas ocurridas en 1815 se produjeron debido a las erupciones volcánicas del Tambora entre el 5 y el 15 de abril en la isla de Sumbawa (Indias Orientales Neerlandesas), lo que arrojó a la atmósfera superior millones de toneladas de polvo, cenizas volcánicas y dióxido de azufre. Como es normal tras una erupción volcánica fuerte, las temperaturas mundiales descendieron debido a la reducción de la luz solar por la capa de polvo en la estratosfera.

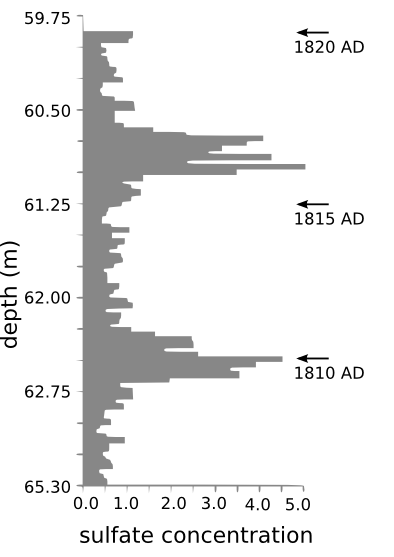
Depósitos de sulfuros medidos en Groenlandia. El pico de 1816 corresponde a la erupción del Tambora, y el pico anterior en 1810 corresponde a la perturbación subsiguiente a la erupción de un volcán desconocido, en 1808.

Las alteraciones del clima durante ese año tuvieron un gran efecto en el norte de Europa y el nordeste americano. Típicamente, el fin de la primavera y verano del nordeste americano son relativamente estables: las temperaturas en promedio oscilan entre 20 y 25 °C, y raramente caen por debajo de 5 °C, la nieve en verano es una rareza extrema, aunque a veces en mayo hay períodos fríos.
Las consecuencias en todo el planeta fueron desastrosas, ya que las temperaturas bajaron de repente varios grados. Las cosechas se malograron, la lluvia se triplicó en algunas zonas del mundo (como en los polos) y nevó copiosamente en lugares cercanos al ecuador, como el sur de México y Guatemala.
En Massachusetts en mayo de 1816, sin embargo, la escarcha quemó la mayoría de las cosechas que se habían plantado, y el 2 de junio una gran tormenta de nieve produjo muchas muertes. En julio y agosto, se observó hielo en ríos y lagos en latitudes tan al sur como Pensilvania y Virginia. Fueron comunes impresionantes y rápidas oscilaciones de temperatura, pasando en cuestión de horas de las normales o superiores a lo normal del verano (tan altas como 35 °C) a cercanas al punto de congelación.
Aunque los granjeros de Nueva Inglaterra consiguieron que las cosechas de maíz y otros granos llegaran a madurar, los precios subieron considerablemente. La avena, por ejemplo, casi multiplicó por ocho su precio, pasando de 12 centavos por bushel del año anterior a 92 centavos.
Europa, que todavía se estaba recuperando de las guerras napoleónicas, padeció la escasez de comida al malograrse las cosechas por las fuertes lluvias y bajas temperaturas. Estallaron disturbios en Gran Bretaña y Francia y se saqueaban almacenes de grano y panaderías. Sin embargo, la violencia fue peor en Suiza, donde los veranos de 1816 y 1817 fueron tan fríos que se formó hielo nuevo en los glaciares y el hambre forzó al gobierno a declarar emergencia nacional.
En China, las anómalas bajas temperaturas durante el verano y el otoño asolaron la producción de arroz en la provincia de Yunnan en el sudoeste, extendiendo la hambruna. En el fuerte Shuangcheng, ahora en la provincia de Heilongjiang, se informaba de tierras devastadas por la escarcha tardía, lo que resultó en la deserción de los reclutas. Se produjeron nevadas veraniegas en varias localidades de las provincias de Jiangxi y de Anhui, al sur del país. En Taiwán, que posee clima tropical, nevó en Hsinchu y en Miaoli y heló en Changhua.
En 1920, el climatólogo estadounidense William Humphreys determinó la causa del año sin verano, tras leer un tratado escrito por Benjamin Franklin en 1783 culpando del verano extraordinariamente fresco al polvo volcánico proveniente de la erupción del Laki en Islandia.

## Efectos culturales

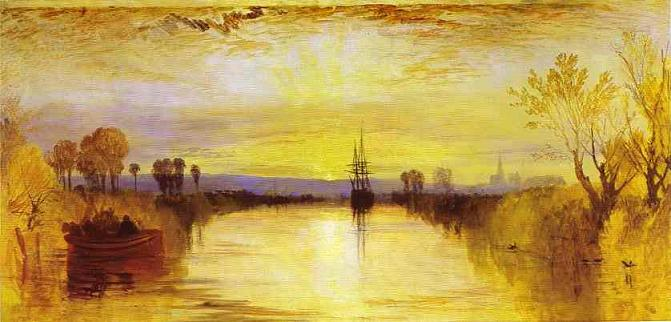
Canal de Chichester ca. 1828, de J. M. W. Turner.

Los altos niveles de ceniza en la atmósfera produjeron espectaculares ocasos durante los años siguientes, rasgo que se plasmó en las pinturas de J. M. W. Turner. Un fenómeno similar se observó después en 1883 tras la erupción del Krakatoa.
La falta de avena para alimentar a los caballos pudo haber inspirado al inventor alemán Karl Drais el estudio de nuevas formas de transporte sin animales, inventando la dresina o velocípedo, que fue el antecesor de la actual bicicleta y un paso más hacia el transporte personal mecanizado.
Fue en "el año sin verano" cuando varios escritores e intelectuales que veraneaban en una mansión cerca de Ginebra y con vista al lago Lemán bautizada como Villa Diodati, aburridos y hastiados por el mal tiempo y la lluvia incesante que les impedían salir de la mansión, idearon entretenerse contándose historias de terror. Entre estos escritores estaban Lord Byron, Mary Shelley, John William Polidori y Percy Bysshe Shelley. De esos relatos se concibieron las ideas para las novelas Frankenstein o el moderno Prometeo (1819) de Mary Shelley; El vampiro (1819), de Polidori, que serviría de inspiración ocho décadas después a Bram Stoker para su célebre novela Drácula (1897); y Fragmento de una novela (1819), de Lord Byron.
Los biógrafos de los Shelley y de Byron coinciden en que, en las continuas tertulias compartidas aquel verano de 1816, retenidos por las inclemencias meteorológicas en Villa Diodati, tras una apuesta, imaginaron posibles relatos protagonizados por personajes terroríficos.
Mary Godwin, entonces amante y futura esposa del poeta Shelley, era una jovencísima novelista de solo diecinueve años. Concibió en aquellos días el personaje literario más abominable creado jamás por una mujer: el monstruo de Frankenstein. En la autobiografía de esta escritora aparecen abundantes datos sobre la inclemencia del tiempo y el avance de los glaciares suizos en el verano de 1816.
Como refería Carmen Gozalo de Andrés en un artículo publicado en RAM (Revista del Aficionado en Meteorología), en noviembre de 2002, «Volcanes y clima. 1816, un año sin verano en el Hemisferio Norte».:

La película Remando al viento de Gonzalo Suárez, películas española protagonizada por Hugh Grant (representando a Lord Byron), nos acerca en alguna escena de su primera parte al desapacible y tenebroso verano de 1816 y a las vivencias de los escritores Percy Shelley, Lord Byron, John William Polidori y Mary Shelley en Villa Diodati, su residencia suiza en las orillas del Lago Lemán.

Suiza fue, sin duda, el país europeo que padeció con más rigor las inclemencias meteorológicas de aquella estación estival. Sus viajeros turísticos y veraneantes tuvieron que recluirse muchas jornadas en sus alojamientos, al calor de las chimeneas, para protegerse de los intermitentes temporales de agua y nieve.
Byron había llegado desde Inglaterra, huyendo de la bancarrota y de un matrimonio fracasado. La sociedad londinense le había repudiado abiertamente y decidió expatriarse, dirigiéndose a Suiza, donde alquiló un palacete a orillas del lago Lemán. Era el mes de junio de 1816. Percy Shelley, expulsado de Oxford, había sido desheredado por su padre y el poeta, enamorado de Mary Godwin, abandonó a su esposa e hijos y se escapó a Suiza con ella. Allí visitaron a Byron. La lluvia y tormentas les obligaron a quedarse en Villa Diodati durante varios días. Este palacete, porticado y rodeado de viñedos, en el que John Milton ya se había alojado dos siglos antes, era considerado por la amante de Shelley como un lugar culturalmente sagrado.
Impresionado por la lobreguez del ambiente, con el cielo totalmente cubierto de oscurísimas nubes que ocultaron el sol durante tres días, Byron rememoró, como una auténtica pesadilla, aquellos días vividos en tierras helvéticas, componiendo un poema de 82 versos, al que llamó “Darkness” (Oscuridad), que comienza así:

OSCURIDAD

Tuve un sueño, que no fue un sueño.

El sol se había extinguido y las estrellas

vagaban a oscuras en el espacio eterno.

Sin luz y sin rumbo, la helada tierra

oscilaba ciega y negra en el cielo sin luna.

Llegó el alba y se fue.

Y llegó de nuevo, sin traer el día.

Y el hombre olvidó sus pasiones

en el abismo de su desolación.(...)

## Fuente
- BBC Timewatch documentary. Year Without Summer, Cicada Films (BBC2, 27 de mayo de 2005
- Henry & Elizabeth Stommel. Volcano Weather: The Story of 1816, the Year without a Summer. Newport RI 1983
- Hans-Erhard Lessing. Automobilitaet: Karl Drais und die unglaublichen Anfaenge, Leipzig 2003
- Brian Fagan. La rivoluzione del clima - Come le variazioni climatiche hanno influenzato la storia. Sperling & Kupfer, Milán, 2001. ISBN 8820031833.
- Jelle Zeilinga de Boer; Donald T. Sanders. Das Jahr ohne Sommer, Essen 2004. ISBN 3-88400-412-3
- Keith Briffa. Influence of volcanic eruptions on Northern Hemisphere summer temperature over the past 600 years, en: Nature 393 (junio de 1998), 450–455. (ingl.)
- Charles R. Harington (eds.) The Year Without a Summer? World Climate in 1816, Ottawa 1992. ISBN 0-660-13063-7 (ingl.)
- William J. Humphreys: Volcanic dust and other factors in the production of climatic changes, and their possible relation to ice gases, en: J Franklin Inst (agosto de 1913), 131–172. (ingl.)
- Christian Pfister. Wetternachhersage. 500 Jahre Klimavariationen und Naturkatastrophen. Berna 1999.
- Henry und Elizabeth Stommel. Volcano Weather. The Story of 1816, the Year Without a Summer, Newport (R. I.) 1983. ISBN 0-915160-71-4 (ingl.)
- R. B. Stothers. The great Tambora eruption in 1815 and its aftermath, en: Science 224 (1984), 1191–1198.
- Hans Peter Treichler. Als ob das Ende käme: Die Hungerjahre 1816/17. En: Hans Peter Treichler: Die bewegliche Wildnis. Biedermeier und ferner Westen. Schweizer Verlaghaus AG, Zürich 1990, pp. 27–50. ISBN 3-7263-6523-0
- L. Specker. Die große Heimsuchung. Das Hungerjahr 1816/17 in der Ostschweiz. 2 tomos, Historisches Museum St. Gallen: 1. Teil 1993, 2. Teil 1995.
- Volker Kennemann. Das Hungerjahr 1816/17. in: An Bigge, Lenne und Fretter Heft 25, diciembre de 2005. p. 124 ff. (bezieht sich vorwiegend auf das südliche Westfalen)
- Emmanuel Leroy-Ladurie. Histoire humaine et comparée du climat II: disettes et révolutions (1740-1860), París, 2006